# Experience Europe

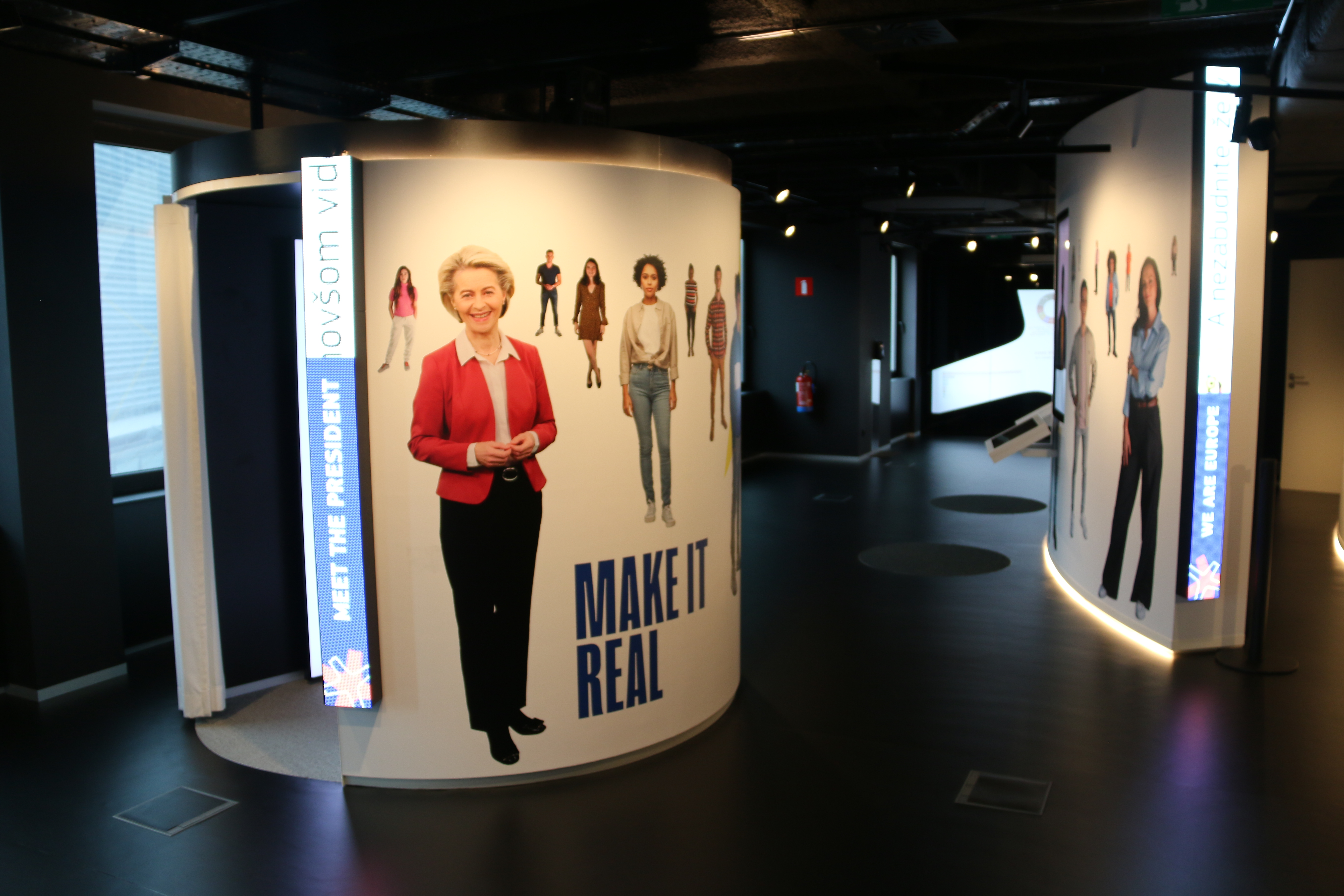

Experience Europe is het expocentrum annex bezoekerscentrum van de Europese Commissie aan het Schumanplein en de Archimedesstraat in de Europese Wijk in Brussel. In Experience Europe worden het werk, de prioriteiten en het beleid van de Commissie uit de doeken gedaan. Het bezoekerscentrum geeft via digitale aanraakschermen en virtual reality informatie over onder andere de gebouwen van de Commissie, de Europese Green Deal, NextGenerationEU,...